# Paisjusz (Eznepidis)
Paisjusz, imię świeckie Arsenios Eznepidis (ur. 7 sierpnia 1924 w Farasie, zm. 12 lipca 1994 w Suroti) – starzec mnich z Góry Athos, autor pouczeń duchowych, prawosławny święty.

## Życie
Urodził się w rodzinie greckiej w Kapadocji. W miesiąc po jego narodzeniu jego rodzice, razem z innymi greckimi mieszkańcami regionu musieli opuścić Azję Mniejszą i przenieść się do Grecji w ramach wymiany ludności między Grecją a Turcją. Wychowany w bardzo pobożnej rodzinie, od dzieciństwa czytał żywoty świętych. Po ukończeniu szkoły podstawowej uzyskał kwalifikacje cieśli i podjął pracę w tym charakterze. 
W ostatnich latach II wojny światowej służył w armii greckiej jako radiotelegrafista, wyróżniając się odwagą. Po zakończeniu służby w 1949 i znalezieniu mężów dla swoich sióstr wstąpił do klasztoru. W 1950 dotarł na Athos, gdzie został skierowany do klasztoru Esfigmenu. Po czteroletnim okresie nowicjatu przyjął pierwsze postrzyżyny z imieniem Awerkiusz.
W 1956 złożył śluby małej schimy, otrzymując nowe imię Paisjusz. Miało to miejsce w klasztorze Filoteu, gdzie mnich Paisjusz przeniósł się krótko po pierwszych postrzyżynach. Jego ojcem duchowym w klasztorze został starzec Symeon. W 1958 na krótko opuścił Athos, by odwiedzić wieś, w której się wychował i powstrzymać wstępowanie przez jej mieszkańców do różnych Kościołów protestanckich. Następnie w latach 1962–1964 mieszkał w klasztorze św. Katarzyny na Synaju. Po powrocie na Athos osiedlił się w jednym ze skitów klasztoru Iwiron. 
W 1966 przeszedł poważną operację płuc. W tym samym czasie objął opieką duchową żeński monaster św. Jana Teologa w Suroti koło Salonik. Mieszkając na stałe na Athosie regularnie odwiedzał klasztor, przekazując mniszkom swoje pouczenia duchowe. Opiekował się również atoskim starcem Tichonem, mieszkańcem skitu Świętego Krzyża przy klasztorze Stawronikita. Przed swoją śmiercią Tichon przyjął od niego śluby wielkiej schimy i polecił Paisjuszowi pozostanie w jego pustelni. Mnich żył tam do 1979, gdy przeniósł się do pustelni  przy klasztorze Kutlumus.
Do tej pory prowadzący głównie życie samotnicze Paisjusz stał się jednym z najbardziej znanych starców Athosu. Był odwiedzany przez tysiące wiernych, którzy poszukiwali u niego wsparcia duchowego. Nadal opiekował się również mniszkami z monasteru w Suroti. Ascetycznego trybu życia nie zmieniał mimo pogarszającego się stanu zdrowia. Oprócz choroby płuc cierpiał z powodu krwotoków. 5 października 1993 zdiagnozowano u niego raka. Po przebyciu operacji, mimo bardzo ciężkiego stanu, został na własne życzenie przeniesiony do monasteru w Suroti, by móc nadal spotykać się z wiernymi. Zmarł 12 lipca 1994 w tym klasztorze i tam, zgodnie z wolą, został pochowany.
Jego uczniem duchowym był m.in. metropolita czarnogórski i nadmorski Amfilochiusz (Radović).
13 stycznia 2015 Patriarchat Konstantynopolitański ogłosił Paisjusza świętym.

## Nauczanie
Starzec Paisjusz należał do najpopularniejszych mnichów Góry Athos żyjących w XX wieku. Jego pouczenia duchowe zostały po śmierci spisane przez mniszki klasztoru w Suroti i są cyklicznie wydawane pod wspólnym tytułem Słowa.
Duchowny w swoim nauczaniu surowo krytykował kulturę i obyczajowość współczesnego świata, który określał jako zdominowany przez grzech. Twierdził, że współczesny człowiek świadomie odchodzi od Boga i oddaje się nowym formom bałwochwalstwa, zaś łamanie zasad etyki chrześcijańskiej uważa za przejaw postępu. Zachowywał również sceptyczną postawę wobec świeckiego wykształcenia, które uważał za potencjalną przeszkodę w drodze do rozwoju duchowego (jeśli człowiek nie zachowa pokory). Krytykował współczesny materializm i nakazywał swoim uczniom dążenie do pełnej czystości i wyzbycie się z wszelkich pragnień. Jako środek na drodze do osiągnięcia łask bożych widział pracę. Zapowiadał również przyszłą naprawę moralną świata i triumf chrześcijaństwa, jego zapanowanie jako religii obowiązującej we wszystkich krajach.
Pisma i pouczenia mnicha Paisjusza są przekładane na język polski przez Andrzeja Bienia i Krzysztofa Tura, przy konsultacji arcybiskupa Jerzego (Pańkowskiego), biskupa Warsonofiusza (Doroszkiewicza), hieromnicha Gabriela (Krańczuka) oraz Jerzego Betlejko.

## Kult
Wspomnienie liturgiczne w Cerkwi prawosławnej przypada w dniu 12 lipca według kalendarza gregoriańskiego (29 czerwca według kalendarza juliańskiego) – w rocznicę śmierci.